# 다카토키촌
다카토키촌(高時村)은 시가현 이카군에 설치되었던 촌이다.